# Rawi Abdelal
Rawi Abdelal, né en 1971, est un économiste. Il est professeur à la Harvard Business School.

## Biographie
Après des études d'économie au Georgia Institute of Technology de l'université de Cambridge où il obtient un Bachelor of Science en économie, il étudie à l'université Cornell où il obtient un M.A. puis un Ph.D. en gouvernance (Government).
Après avoir été professeur assistant (1999-2004) puis professeur associé (2004-2008), il enseigne l'administration des affaires à la Harvard Business School avec le titre de Joseph C. Wilson Professor of Business Administration, puis le management international en tant que Herbert F. Johnson Professor of International Management.

## Travaux

### Livres
Rawi Abdelal écrit un premier livre National Purpose in the World Economy (2002) sur les relations internationales de l'Europe de l'Est et de l'ancienne URSS.
Son second livre Capital Rules: The Construction of Global Finance (2009) traite de l'évolution des normes et des lois du système financier international. Dans une tribune au Monde, Aquilino Morelle affirme à propos de ce livre « qu'il serait de salubrité publique de (le) traduire enfin en français et de (le) faire lire au plus grand nombre. Si elle tire effectivement une part de sa force de données techniques, la mondialisation est avant tout un projet idéologique pensé, voulu et mis en œuvre avec opiniâtreté par des intellectuels et des responsables politiques, de gauche qui plus est. Pénétrés de la supériorité du libre-échange, ces hommes se sont toujours considérés comme des progressistes en lutte contre les conservateurs.[...] Ces hommes de gauche français ont ainsi créé un nouveau Moloch libéral, qui a dévoré toute la gauche européenne. ».

### Articles
Parmi ses nombreux articles, il écrit en 2005 un article intitulé Le consensus de Paris : la France et les règles de la finance mondiale (Critique internationale, no. 28 (juillet/septembre 2005): 87–115) dans lequel il affirme que la dérégulation des marchés financiers a été principalement faite par des personnalités françaises, notamment Jacques Delors (président de la Commission européenne de 1985 à 1995), Michel Camdessus (président du FMI de 1987 à 2000) et Henri Chavranski (président du Comité des mouvements de capitaux et des transactions invisibles (CMIT) de l’OCDE de 1982 à 1994). Pour Rawi Abdelal, « c’est le consensus de Paris et non le consensus de Washington, qui est avant tout responsable de l’organisation financière mondiale telle que nous la connaissons aujourd’hui, c'est-à-dire centrée sur des économies dont les codes libéraux constituent le socle institutionnel de la mobilité des capitaux.[...] L'ardeur de la gauche française à surpasser la droite ne se borna pas à la finance et s’étendit à tous les domaines de la politique économique. » Il rapporte les propos de Pascal Lamy dans un entretien : « Il existe un décalage évident entre l’attitude française traditionnelle relative à la liberté de circulation des capitaux et le fait que des Français ont joué un rôle décisif, au sein de l’UE, de l’OCDE et du FMI, pour promouvoir cette liberté... lorsqu’il s’agit de libéraliser, il n’y a plus de droite en France. La gauche devait le faire, parce que ce n’est pas la droite qui l’aurait fait ».
En 2007, il écrit avec Sophie Meunier l'article Mondialisation: la French Touch (Telos, octobre 2007) à l'occasion de l'accession de Dominique Strauss-Kahn à la présidence du FMI, suivant ainsi les traces de ses compatriotes Pierre-Paul Schweitzer (1963-1973), Jacques de Larosière (1979-1987) et Michel Camdessus (1987-2000). Les auteurs constatent que le FMI a été dirigé par des Français pour plus de la moitié de son existence, que Pascal Lamy est directeur général de l’Organisation mondiale du commerce depuis 2005, et que Jean-Claude Trichet est à la tête de la Banque centrale européenne depuis 2003. Ils relèvent ainsi que « la part des Français dans les organisations internationales économiques et financières semble tout à fait disproportionnée. Ce qui est plus étonnant, et certainement paradoxal, c’est de trouver tant de Français aux rênes des institutions qui font la mondialisation, alors que [...] sondage après sondage, on a vu que les Français sont ceux qui redoutent le plus la mondialisation en Europe et dans tout le monde développé ».

## Ouvrages

### Auteur
- National Purpose In The World Economy : Post-Soviet States In Comparative Perspective, Cornell University Press, 2005, 240 p. (ISBN 978-0-8014-8977-8, lire en ligne)
- Capital Rules : The Construction of Global Finance, Harvard University Press, 2009, 320 p. (ISBN 978-0-674-03455-6)

### Éditeur
- The Rules Of Globalization : Case Book, World Scientific Publishing Company, 2008, 476 p. (ISBN 978-981-270-927-1)
- Measuring Identity : A Guide for Social Scientists, Cambridge University Press, 2009, 436 p. (ISBN 978-0-521-51818-5, lire en ligne) avec Yoshiko M. Herrera, Alastair Iain Johnston et Rose McDermott
- Constructing the International Economy, Cornell University Press, 2010, 304 p. (ISBN 978-0-8014-7588-7)